# Celia Funkler
Celia Funkler (n. 19 aprilie 1998, Tuttlingen, Baden-Württemberg, Germania) este o skioare ce a reprezentat Germania. A participat la Jocurilor Olimpice de Tineret 2016 în care a câștigat 1 medalie de aur.